# Bitva u Matapanu
Bitva u Matapanu byla největší námořní bitvou druhé světové války ve Středozemním moři. Bitva se uskutečnila 27.-29. března 1941 jižně od řeckého pobřeží mezi italským a spojeneckým námořnictvem.

## Italská strana
Od počátku března 1941 probíhala operace Lustre. V jejím rámci byly přepravovány spojenecké jednotky z Egypta do Řecka. Na nátlak Němců se italské námořnictvo rozhodlo zaútočit na konvoje přepravující tyto jednotky. Admirál Iachino rozdělil svoje lodě do dvou svazů.
První svaz měl proplout podle pobřeží Kréty k ostrovu Sofrano a potom se vrátit. Tomuto svazu velel viceadmirál Carlo Cattaneo. Skládal se z těžkých křižníků Zara, Pola, Fiume, lehkých křižníků Luigi di Savoia Duca degli Abruzzi a Giuseppe Garibaldi a torpédoborců Alfredo Oriani, Giosué Carducci, Vincenzo Gioberti, Vittorio Alfieri, Emanuele Pessagno a  Nicoloso da Recco.
Druhý svaz měl plout na jih od ostrova Gavdos a na zpáteční cestě se u mysu Matapan spojit s prvním svazem. Tomuto svazu velel viceadmirál Angelo Iachino. Skládal se z bitevní lodě Vittorio Veneto, těžkých křižníků Trieste, Trento, Bolzano a torpédoborců Alpino, Bersagliere, Fuciliere, Granatiere, Corazziere, Carabiniere, Ascari.
Oba svazy vypluly 26. března 1941. Na žádné italské lodi nebyl radar.

## Spojenecká strana
Díky znalosti italských námořních kódů Spojenci o připravovaném výpadu věděli. Odložili plánovaný konvoj a Svaz C, který ho měl doprovázet, se přidal k hlavním silám Středomořského loďstva. 26. března byl vydán rozkaz svazu B, aby vyplul z Řecka k ostrovu Gaudos, kde se měl 28. března setkat s hlavními silami Středomořského loďstva, které vypluly 27. března. Před začátkem přesunů bylo Středomořské loďstvo rozloženo takto:
- Svaz A, kterému velel admirál Andrew Cunningham, kotvil v Alexandrii. Skládal se z letadlové lodě HMS Formidable, bitevních lodí HMS Warspite, HMS Barham a HMS Valiant a torpédoborců HMS Jervis, HMS Janus, HMS Mohawk a HMS Nubian.

- Svaz B, kterému velel viceadmirál Henry Pridham-Wippell, kotvil v Pireu. Skládal se z lehkých křižníků HMS Ajax, HMS Gloucester, HMS Orion a HMAS Perth a torpédoborců HMS Hasty, HMS Hereward, HMS Ilex a HMAS Vendetta.

- Svaz C, kterému velel námořní kapitán H.P.L. Walker, kotvil v Alexandrii. Skládal se z torpédoborců HMAS Stuart, HMS Griffin, HMS Greyhound, HMS Hotspur a HMS Havock.

## Bitva

### Boj u mysu Gaudo

Mapka bitvy

Krátce před 8. hodinou ráno 28. března se spatřily Iachinovy křižníky se svazem B. V 8:12 zahájily italské křižníky palbu, kterou spojenecké křižníky kvůli vzdálenosti nemohly opětovat. V 8:55 Italové zastavili palbu a obrátili svoje křižníky vstříc Vittorio Veneto. Pridham-Wippell ustupující italské křižníky následoval. Krátce před 11. hodinou se na scéně objevil Vittorio Veneto a začal ostřelovat svaz B. Pridham-Wippell ihned nařídil vypustit kouřovou clonu a ustoupit k jihu. V 11:27 italské lodě přerušily palbu na svaz B a začaly se soustřeďovat na první z náletů. Boj u mysu Gaudo tím skončil, aniž by se některé straně podařilo zasáhnout některou loď.

### Nálety
- V 11:27 začal neúspěšný útok 6 torpédových letadel z letadlové lodě Formidable.
- V 11:30 admirál Iachino nařídil ústup k domovským základnám.
- V 12:22 odstartovala z Formidable druhá vlna složená z 5 torpédových letadel (dva Fairey Swordfish a tři Fairey Albacore) a 2 stíhaček Fairey Fulmar.
- V 15:09 druhá vlna napadla Vittorio Veneto a jedním torpédem ho zasáhla.
- V 18:30 zaútočila třetí vlna 8 torpédových letadel a zasáhla jedním torpédem křižník Pola. Ten měl zasažené šrouby a kormidlo a nebyl schopen pohybu.

### Noční boj
U poškozeného křižníku Pola zůstal Cattaneo s křižníky Fiume, Zara a torpédoborci Alfredo Oriani, Giosué Carducci, Vincenzo Gioberti a Vittorio Alfieri s cílem vzít poškozený křižník do vleku. Ostatní lodě pokračovaly dál do domovských přístavů.
V 22:25 spatřil svaz A, který měl k dispozici radary, italské lodě.
V 22:28 začaly britské bitevní lodě pálit na nic netušící italské křižníky a během 4 minut bylo po boji. Křižníky Fiume a Zara se potápěly.
V 22:31 se o torpédový útok pokusily italské torpédoborce. Útok nebyl úspěšný a torpédoborce Vittorio Alfieri a Giosué Carducci byly potopeny.
V 4:03 ráno 29. března potopil nehybný křižník Pola torpédem torpédoborec Nubian.

## Závěr
V této bitvě, která byla největší bitvou svedenou během druhé světové války ve Středozemním moři, ztratili Spojenci jen 2 letadla a 3 piloty. Naproti tomu Italové ztratili 3 těžké křižníky, 2 torpédoborce a 2400 námořníků včetně admirála Cattanea. Po této bitvě se už italské loďstvo neodvážilo vyplout do východního středomoří mimo dosah svého letectva. Slabou útěchou pro Italy mohlo být potopení křižníku HMS Bonaventure ponorkou Ambra 31. března 1941.